# Demonata
Demonata je série deseti knih od Darrena Shana a také název první knihy v sérii. Tento fikční příběh pojednává o démonech, magii a portálech mezi světem naším a světem démonů. Vypravěči a tři hlavní postavy příběhu jsou Grubitsch (Grubbs) Grady, Percival (Pecka) Fleck a Bec MacConn.

## Knihy

### Podle data vydání
1. Demonata  (originál Lord Loss) – 6. června 2005 (2010 v ČR)
2. Démon a zloděj (originál Demon Thief) – 5. října 2005 (2011 v ČR)
3. Massagre (originál Slawter) – 1. června 2005 (2011 v ČR)
4. Bec (originál stejnojmenný) – 2. října 2006 (2012 v ČR)
5. Krvavá kreatura (originál Blood Beast) – červen 2007 (2012 v ČR)
6. Démoni apokalypsy (originál Demon Apocalypse) – říjen 2007 (2012 v ČR)
7. Stín smrti (originál Death's Shadow) – květen 2008 (2013 v ČR)
8. Vlčí ostrov (originál Wolf Island) – 1. října 2008 (2013 v ČR)
9. Temné volání (originál Dark Calling) – 1. května 2009 (2014 v ČR)
10. Hrdinové pekel (originál Hell's Heroes) – 1. října 2009 (2014 v ČR)

### Podle příběhové linie
- Demonata – na začátku 21. století
- Démon a zloděj – uprostřed 70. let 20. století, asi 30 let před knihou Demonata
- Massagre – 14 měsíců po konci knihy Demonata
- Bec – mezi rokem 351 a 400 našeho letopočtu, odehrávající se v průběhu konverze starověkého Irska z pohanství na křesťanství
- Krvavá kreatura – rok po Massagre
- Démoni apokalypsy – hned navazuje na knihu Krvavá kreatura
- Stín smrti – šest měsíců po Démoni apokalypsy a probíhá paralelně s knihami Vlčí ostrov a Temné volání
- Vlčí ostrov – probíhá paralelně s knihami Stín smrti a Temné volání
- Temné volání – probíhá paralelně s knihami Stín smrti a Vlčí ostrov
- Hrdinové pekel – hned navazuje na Temné volání

### Vypravěči
Ve vyprávění knih se průběžní střídají všichni tři hlavní protagonisté, a to Grubitsch (Grubbs) Grady, Percival (Pecka) Fleck a Bec MacConn.
| Jméno knihy       | Vypravěč  |
| ----------------- | --------- |
| Demonata          | Grubitsch |
| Démon a zloděj    | Percival  |
| Massagre          | Grubitsch |
| Bec               | Bec       |
| Krvavá kreatura   | Grubitsch |
| Démoni apokalypsy | Grubitsch |
| Stín smrti        | Bec       |
| Vlčí ostrov       | Grubitsch |
| Temné volání      | Percival  |
| Hrdinové pekel    | Grubitsch |

## Příběh
Grubitsch (Grubbs) Grady, Percival (Pecka) Fleck a Bec MacConn jsou hlavní protagonisté příběhu. Všichni tři vyrůstali v jiné době, ale v příběhu se přesto všichni potkají. Grubbs vyrůstal v přítomnosti (začátek 21. století), Pecka v 70. letech 20. století a Bec kolem roku 450 našeho letopočtu. Knihy popisují jejich nekončící boj s démonickým pánem Lordem Lítost, jeho mnoha démonickými stvořeními a dále i se Stínem, který chce zničit celé lidstvo a také zničit Smrt. Hlavní postavy společně s Učedníky (spolek lidí ovládající magii s cílem zastavit příchod démonů do lidského světa), kouzelníkem Beranabem, vojákem Žralokem a dalšími zvládají několikrát zastavit zkázu světa.

## Postavy

### Grubitsch (Grubbs) Grady
Grubitsch „Grubbs“ Grady je hlavní protagonista a vypravěč knih Demonata, Massagre, Krvavá kreatura, Démoni apokalypsy, Vlčí ostrov a Hrdinové pekel. Grady se také objeví v knihách Stín smrti a Temné volání.
Grady je postižen lycantropií, mění se ve vlkodlaka. Ze začátku mu to dělá problém a nemůže nestvůru v sobě ovládat, později ale přijde na to, jak vytvořit v boji balanci mezi člověkem, vlkem a magií.

### Percival (Pecka) Fleck
Percival (Pecka) Fleck je hlavní protagonista a vypravěč knihy Démon a zloděj a Temné volání. Objevuje se dále ve všech knihách od knihy Démoni apokalypsy.
Percival už od mala viděl jeho očima různobarevná světla. Nikdo jiný je ale neviděl. Až později si uvědomuje, že je schopný složit tato světla dohromady a vytvořit portál do světa démonů a zpátky. Percival v průběhu jeho života zažívá chronickou depresi a osamělost. Snaží se však svoje emoce schovávat před ostatními. Pecka přišel o zrak kvůli útoku démona, který mu nakladl maso-požírající červy do očí v knize Démoni apokalypsy.

### Bec MacConn
Bec MacConn je protagonista a vypravěč v knize Bec a Stín smrti. Žila v dávných dobách v Irsku 1600 let před dějem knihy Démon a zloděj.
Patřila ke keltskému klanu MacConnů, ale její rodiče patřili ke klanu MacGrigorů. Je vzdálená příbuzná Grubbse Gradyho. Učila se, jak se stát kněžkou. Bec se obětovala v jeskyni, ze které přicházeli portálem démoni, aby mohla portál zavřít. V knize Démoni apokalypsy se Bec dokázala reinkarnovat v těle Grubbsova zasnulého nevlastního bratra Billa-E. Dokázala poté přeformovat jeho tělo do její vlastní podoby, zůstaly jí ale jeho vzpomínky a emoce.